# Kedai Susoh
Kedai Susoh is een bestuurslaag in het regentschap Aceh Barat Daya van de provincie Atjeh, Indonesië. Kedai Susoh telt 230 inwoners (volkstelling 2010).